# شاخص قیمت مصرف‌کننده ایالات متحده آمریکا

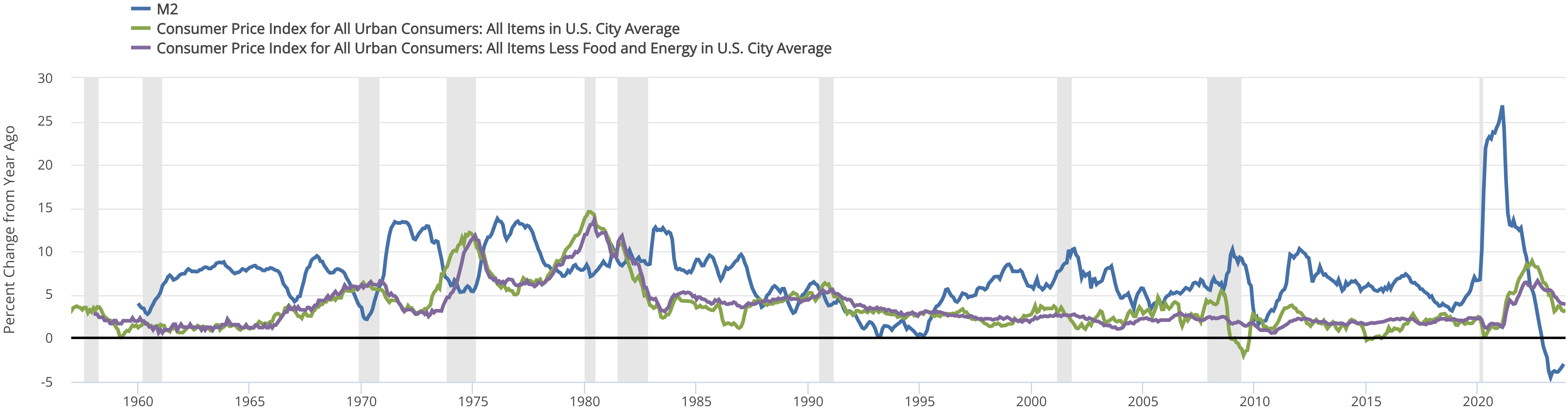
(درصد تغییر نسبت به سال قبل)

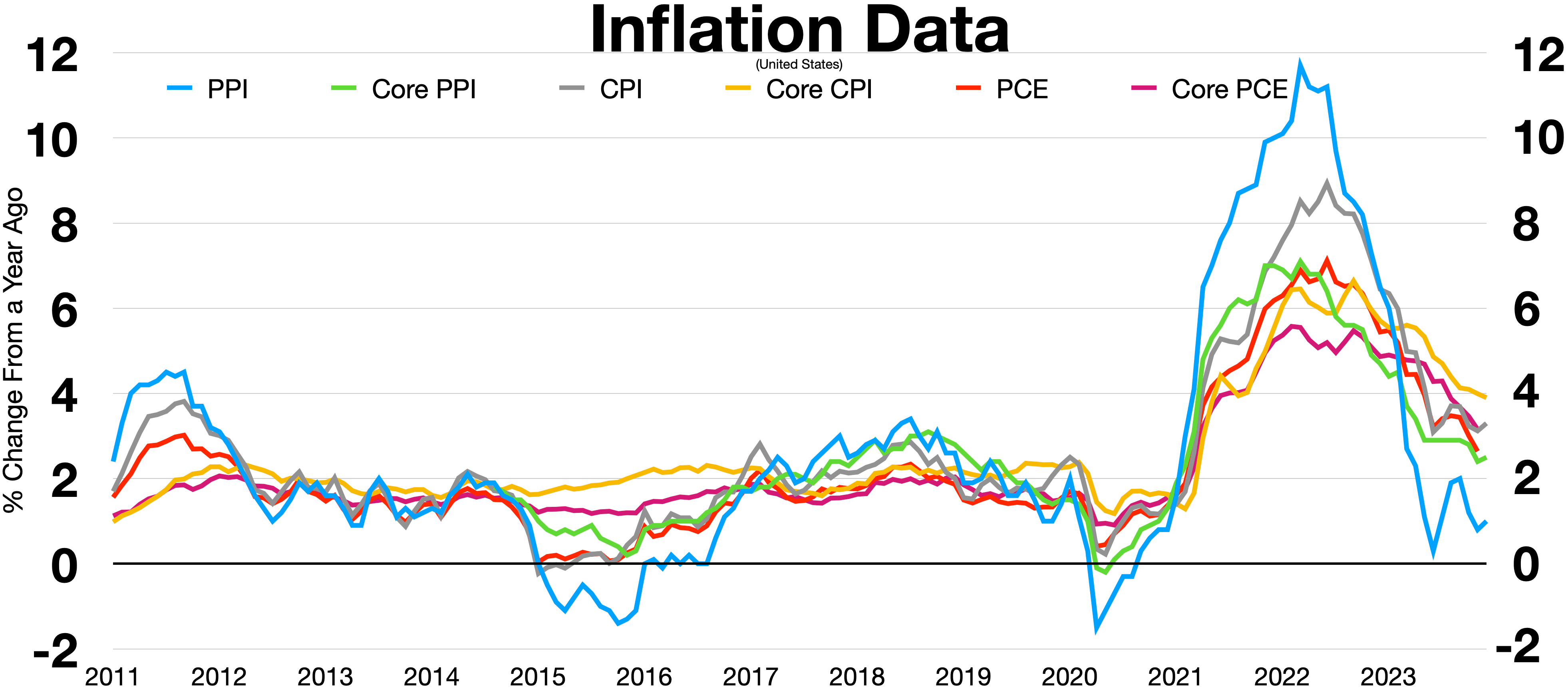
PPI یک شاخص پیشرو، CPI و تاخیر PCE است
PPI PPI

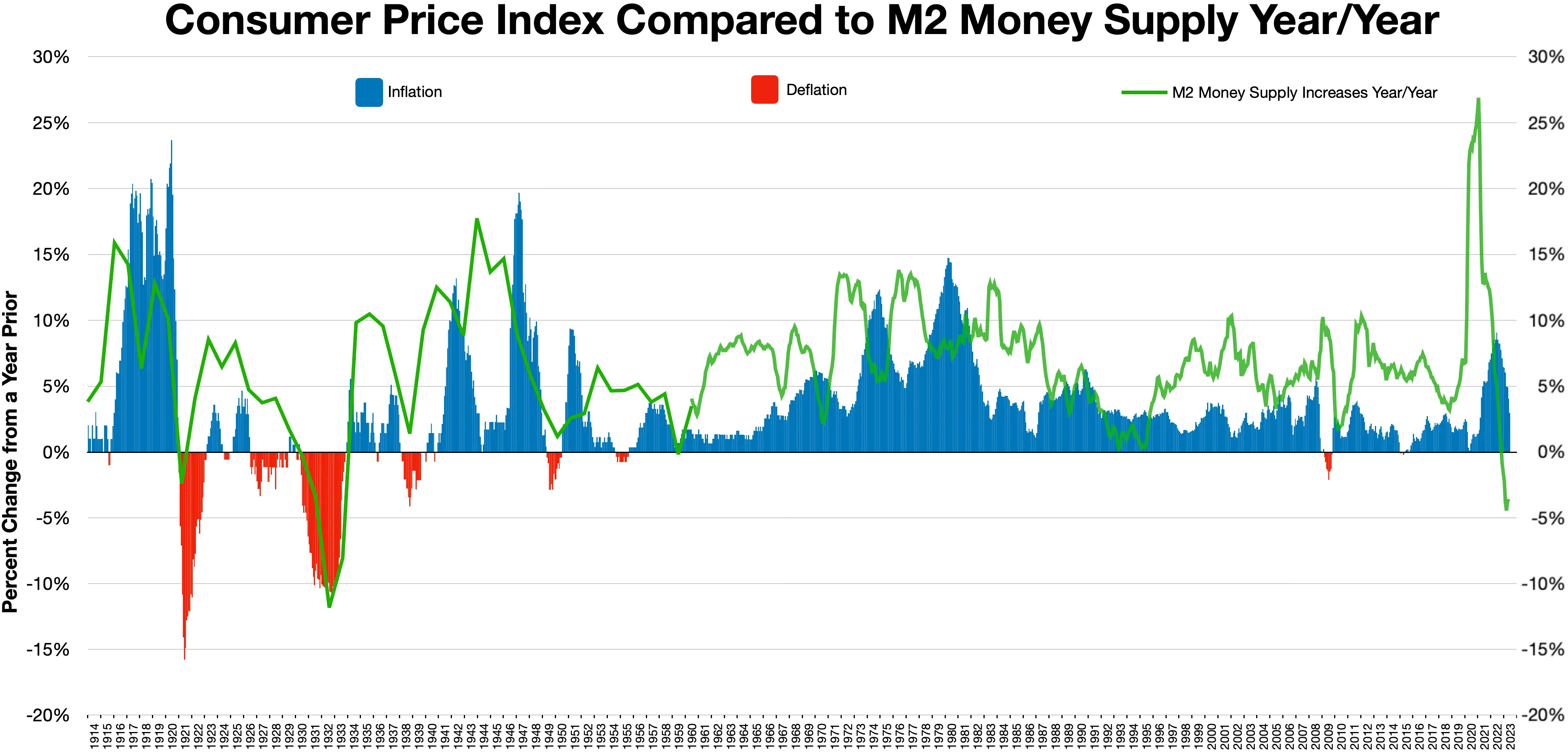

شاخص قیمت مصرف‌کننده ایالات متحده (CPI) مجموعه ای از شاخص‌های قیمت مصرف‌کننده (تورم) است که توسط اداره آمار کار ایالات متحده (BLS) محاسبه می‌شود. به‌طور دقیق، BLS به‌طور معمول بسیاری از CPIهای مختلف را محاسبه می‌کند که برای اهداف مختلف استفاده می‌شوند. هر کدام یک سری زمانی اندازه‌گیری قیمت کالاها و خدمات مصرفی هستند. BLS تورم را ماهانه منتشر می‌کند.

## شاخص‌های مختلف محاسبه شده توسط BLS
BLS این آمار را در سال ۱۹۱۹ اولین بار ارائه کرد. در حال حاضر هزاران شاخص قیمت مصرف‌کننده را محاسبه می‌کند که با میانگین قیمت‌های ماهانه برای هر یک از ۸۰۱۸ ترکیب طبقه-منطقه (۲۱۱ دسته از اقلام مصرفی در ۳۸ منطقه جغرافیایی شهری) شروع می‌شود. آنها همچنین بررسی می‌کنند که چه مقدار از هر یک از این ترکیبات منطقه دسته‌بندی در " سبد بازار " مصرف شده توسط گروه‌های مختلف مردم وجود دارد. شاخص‌های مختلف قیمت مصرف‌کننده منتشر شده در وزن‌ها، از جمله گروه مصرف‌کننده هدف و دفعات به‌روزرسانی وزن‌ها، متفاوت است. وزن‌های بسیاری از شاخص‌ها فقط در ژانویه سال‌های زوج اصلاح می‌شوند و برای دو سال آینده ثابت می‌مانند. با این حال، وزن‌ها برای CPI زنجیره ای (C-CPI-U) هر ماه به روز رسانی می‌شوند، بنابراین آنها با دقت بیشتری تغییرات کوتاه مدت در الگوهای مصرف را دنبال می‌کنند.

### CPI برای حقوق بگیران شهری و کارگران دفتری (CPI-W)
جمعیت حقوق بگیر شهری و کارگر دفتری شامل واحدهای مصرفی متشکل از کارگران دفتری، کارگران فروش، کارگران صنایع دستی، عملیاتی یا کارگران خدماتی است. (بعضی از دسته کارگران از این جمعیت مستثنی شده‌اند مانند: کارگران حرفه ای، مدیریتی و فنی؛ خوداشتغالان؛ کارگران کوتاه مدت؛ بیکاران؛ و بازنشستگان و سایرین که در نیروی کار نیستند.). بیش از نیمی از درآمد واحد مصرفی باید از مشاغل فوق به دست آید و حداقل یکی از اعضا به مدت ۳۷ هفته یا بیشتر در یک شغل واجد شرایط شاغل باشد. با توسعه استفاده‌های جدید برای CPI، نیاز به یک شاخص گسترده‌تر و نماینده‌تر نمایان گردید. اداره تأمین اجتماعی از CPI-W به عنوان مبنای COLA دوره ای خود (تعدیل هزینه‌های زندگی) استفاده می‌کند.

### CPI برای همه مصرف‌کنندگان شهری (CPI-U)
جمعیت مصرف‌کننده تمام شهری شامل تمام خانوارهای شهری در مناطق آماری کلان‌شهرها (MSAs) و در مکان‌های شهری با ۲۵۰۰ نفر یا بیشتر است. مصرف‌کنندگان غیر کشاورزی که در مناطق روستایی زندگی می‌کنند در MSAها گنجانده شده‌اند، اما این شاخص مصرف‌کنندگان روستایی و جمعیت نظامی و سازمانی کشور را حذف می‌کند. شاخص قیمت مصرف‌کننده برای تمام مصرف‌کنندگان شهری (CPI-U) در سال ۱۹۷۸ معرفی شد. در سال ۲۰۲۰، عادات خرید تقریباً ۹۳ درصد از جمعیت غیر سازمانی ایالات متحده را در مقایسه با ۲۹ درصد نشان‌دهنده عادات خرید در CPI-W نشان داد. روش محاسبه شاخص برای هر دو جمعیت یکسان است.

### CPI اصلی

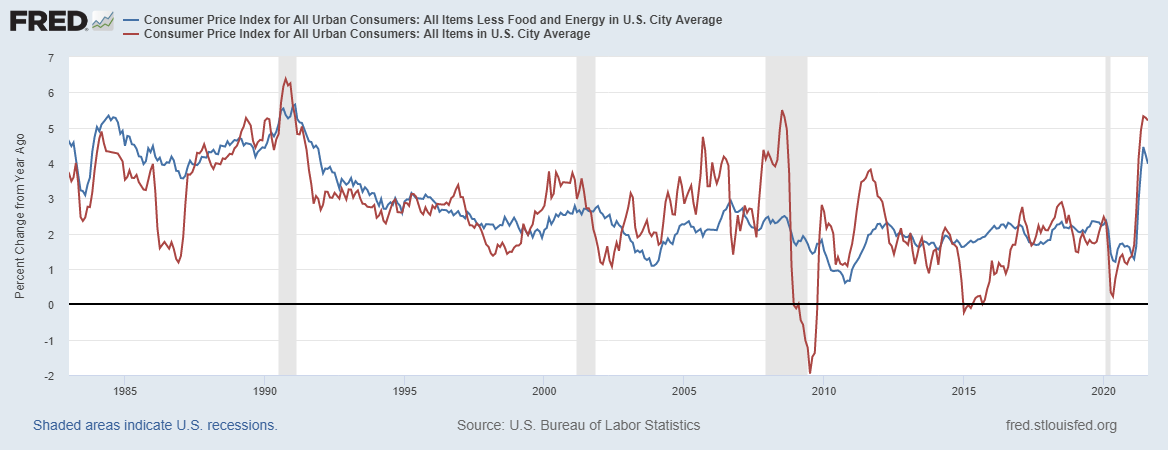
CPI اصلی (آبی) نسبت به CPI-U کامل (قرمز) نوسان کمتری دارد، که در اینجا به عنوان درصد تغییر سالانه، ۱۹۸۳–۲۰۲۱ نشان داده شده‌است.

شاخص اصلی CPI شامل کالاهایی با نوسان قیمت بالا، مانند غذا و انرژی نمی‌شود. و در محاسبه شاخص اصلی نیز لحاظ نمی‌شوند. این معیار از تورم اصلی به‌طور سیستماتیک قیمت مواد غذایی و انرژی را حذف می‌کند، زیرا از نظر تاریخی، قیمت‌ها دارای نوسان بسیار و غیر سیستمی بوده‌اند. به‌طور خاص، به‌طور گسترده تصور می‌شود که قیمت مواد غذایی و انرژی در معرض تغییرات بزرگی است که اغلب تداوم نمی‌یابند و نشان دهنده تغییرات نسبی قیمت نیستند. در بسیاری از موارد، تغییرات بزرگ در قیمت مواد غذایی و انرژی به دلیل اختلالات عرضه مانند خشکسالی، کاهش تولید توسط اوپک یا تجاور نظامی روسیه به اوکراین رخ می‌دهد. این شاخص زمانی ارائه شد که در اوایل دهه ۱۹۷۰ قیمت مواد غذایی و به خصوص نفت کاملاً در نوسان بود، و فدرال رزرو خواهان شاخصی بود که کمتر در معرض شوک‌های کوتاه مدت باشد. با این حال، در ۲۵ ژانویه ۲۰۱۲، فدرال رزرو اعلام کرد که استفاده از CPI اصلی را متوقف می‌کند و به جای آن بر شاخص قیمت هزینه‌های مصرف شخصی تکیه می‌کند.

### CPI زنجیره ای برای همه مصرف‌کنندگان شهری (C-CPI-U)
این شاخص برای همان جمعیت هدف CPI-U اعمال می‌شود، اما وزن‌ها هر ماه به روز می‌شوند. این به وزنه‌ها اجازه می‌دهد تا با الگوهای مصرف مردم با زیبایی بیشتری تکامل پیدا کنند. برای CPI-U، وزن‌ها فقط در ژانویه سال‌های زوج تغییر می‌کنند و برای دو سال آینده ثابت می‌مانند.

### CPI برای سالمندان (CPI-E)

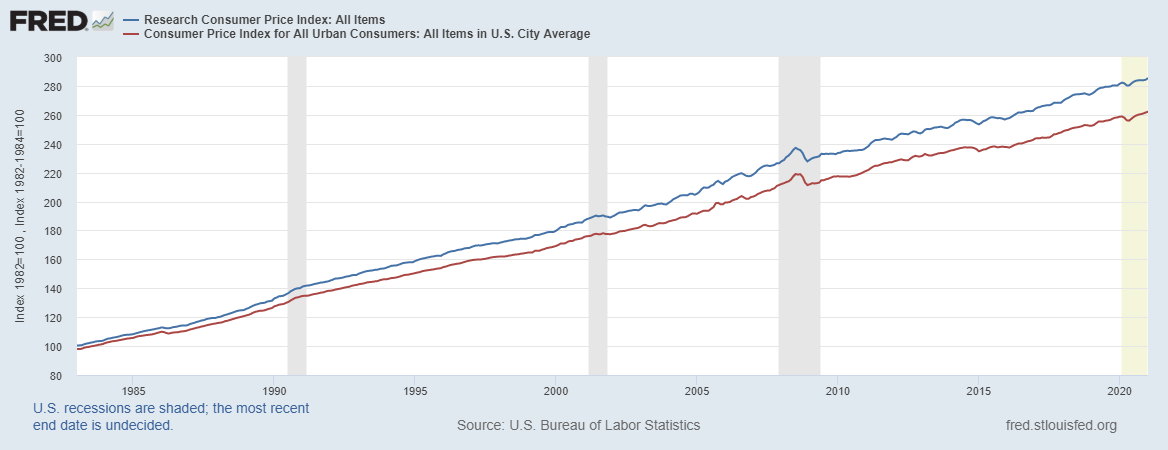
CPI-E (آبی) سریعتر از CPI-U (قرمز) رشد کرده‌است.

حداقل از سال ۱۹۸۲، BLS همچنین یک شاخص قیمت مصرف‌کننده را برای سالمندان محاسبه کرده‌است تا این واقعیت را در نظر بگیرد که الگوهای مصرف سالمندان با افراد جوان متفاوت است. برای BLS، «سالمند» به این معنی است که فرد مرجع یا همسر حداقل ۶۲ سال سن دارد. تقریباً ۲۴ درصد از کل واحدهای مصرف‌کننده با این تعریف مطابقت دارند. افراد این گروه تقریباً دو برابر همه مصرف‌کنندگان در CPI-U یا کارمندان در CPI-W از مراقبت‌های پزشکی استفاده می‌کنند.
در ژانویه هر سال، دریافت‌کنندگان تأمین اجتماعی یک تعدیل هزینه زندگی (COLA) دریافت می‌کنند تا اطمینان حاصل شود که قدرت خرید مزایای تأمین اجتماعی و درآمد تأمین تکمیلی (SSI) در اثر تورم از بین نمی‌رود. این بر اساس درصد افزایش در شاخص قیمت مصرف‌کننده برای حقوق بگیران شهری و کارگران دفتری (CPI-W) است."
با این حال، از دسامبر ۱۹۸۲ تا دسامبر ۲۰۱۱، همه اقلام CPI-E با نرخ متوسط سالانه ۳٫۱ درصد افزایش یافت، در مقایسه با افزایش ۲٫۹ درصدی برای CPI-U و CPI-W. این نشان می‌دهد که سالمندان قدرت خرید خود را با نرخ تقریباً ۰٫۲ (=۳٫۱–۲٫۹) در سال از دست داده‌اند.
در سال 2003 Hobijn و Lagakos تخمین زدند که صندوق امانی تأمین اجتماعی با استفاده از CPI-W در ۴۰ سال و در ۳۵ سال با استفاده از CPI-E بی‌پول خواهد شد.

## استفاده‌ها
- به عنوان یک شاخص اقتصادی به عنوان پرکاربردترین معیار برای سنجش تورم، شاخص بهای مصرف‌کننده نشانگر اثربخشی سیاست‌های مالی و پولی دولت است. به ویژه برای سیاست‌های پولی هدف گذاری تورم توسط فدرال رزرو؛ با این حال، سیستم فدرال رزرو اخیراً شروع به حمایت از شاخص قیمت هزینه‌های مصرف شخصی (PCE) نسبت به CPI به عنوان معیاری برای تورم کرده‌است. مدیران تجاری، رهبران کارگری و سایر شهروندان خصوصی نیز از CPI به عنوان راهنمای تصمیم‌گیری اقتصادی استفاده می‌کنند.
- به عنوان کاهش دهنده قیمت سایر سریال‌های اقتصادی. CPI و اجزای آن برای تنظیم سایر سری‌های اقتصادی برای تغییر قیمت و تبدیل این سری‌ها به دلارهای بدون تورم استفاده می‌شود.
- به عنوان وسیله ای برای نمایه سازی (یعنی تنظیم پرداخت‌های درآمد). بیش از ۲ میلیون کارگر تحت پوشش قراردادهای چانه زنی دسته جمعی هستند که دستمزدها را با CPI مرتبط می‌کند. در ایالات متحده، این شاخص بر درآمد تقریباً ۸۰ میلیون نفر در نتیجه اقدامات قانونی تأثیر می‌گذارد: ۴۷٫۸ میلیون ذینفع تأمین اجتماعی، حدود ۴٫۱ میلیون بازنشسته و بازمانده خدمات مدنی ارتش و فدرال، و حدود ۲۲٫۴ میلیون دریافت کننده کوپن غذا. تغییرات در CPI بر هزینه ناهار ۲۶٫۷ میلیون کودکی که در مدرسه ناهار می‌خورند نیز تأثیر می‌گذارد. برخی از شرکت‌ها و افراد خصوصی از CPI برای نگه داشتن اجاره بها، حق امتیاز، پرداخت نفقه و پرداخت‌های حمایت از فرزندان در راستای تغییر قیمت‌ها استفاده می‌کنند. از سال ۱۹۸۵، CPI برای تعدیل ساختار مالیات بر درآمد فدرال برای جلوگیری از افزایش مالیات ناشی از تورم استفاده شده‌است.

## تاریخچه
شاخص قیمت مصرف‌کننده در طول جنگ جهانی اول آغاز شد، زمانی که افزایش سریع قیمت‌ها، به ویژه در مراکز کشتی سازی، شاخصی را برای محاسبه تعدیل هزینه‌های زندگی در دستمزدها ضروری کرد. برای ارائه الگوهای وزن دهی مناسب برای این شاخص، اهمیت نسبی کالاها و خدمات خریداری شده در ۹۲ مرکز صنعتی مختلف در سال‌های ۱۹۱۷–۱۹۱۹ را منعکس می‌کند. جمع‌آوری دوره ای قیمت‌ها آغاز شد و در سال ۱۹۱۹ اداره آمار کار انتشار شاخص‌های جداگانه ای را برای ۳۲ شهر آغاز کرد. انتشار منظم یک شاخص ملی، میانگین شهر ایالات متحده در سال ۱۹۲۱ آغاز شد و شاخص‌ها با استفاده از سوابق قیمت مواد غذایی به سال ۱۹۱۳ برآورد شدند.
از آنجایی که عادات خرید مردم به‌طور اساسی تغییر کرده بود، مطالعه جدیدی برای پوشش مخارج در سال‌های ۱۹۳۴–۱۹۳۶ انجام شد که مبنایی را برای یک شاخص بازنگری شده جامع ارائه کرد که در سال ۱۹۴۰ معرفی شد. در طول جنگ جهانی دوم، زمانی که بسیاری از کالاها کمیاب بودند و کالاها سهمیه بندی شده بودند، وزن شاخص به‌طور موقت تعدیل شد تا این کمبودها را منعکس کند. در سال ۱۹۵۱، BLS مجدداً بر اساس بررسی‌های مخارج مصرف‌کننده در هفت شهر بین سال‌های ۱۹۴۷ و ۱۹۴۹، اصلاحات موقتی را انجام داد تا مهم‌ترین تأثیرها تغییرات فوری پس از جنگ در الگوهای خرید را منعکس کند. این شاخص مجدداً در سالهای ۱۹۵۳ و ۱۹۶۴ مورد بازنگری قرار گرفت.
در سال ۱۹۷۸، این شاخص برای انعکاس الگوهای مخارج بر اساس بررسی‌های مخارج مصرف‌کننده که در سال‌های ۱۹۷۲–۱۹۷۴ انجام شد، تجدید نظر شد. یک نمونه ۸۵ منطقه ای جدید و توسعه یافته بر اساس سرشماری نفوس سال ۱۹۷۰ انتخاب شد. نظرسنجی نقطه خرید (POPS) نیز معرفی شد. POPS اتکا به منابع ثانویه قدیمی را برای غربالگری نمونه‌های موسسات یا فروشگاه‌هایی که در آن قیمت‌ها جمع‌آوری می‌شوند حذف کرد. دومین CPI مبتنی بر گسترده‌تر برای همه مصرف‌کنندگان شهری، CPI-U نیز معرفی شد. CPI-U الگوهای خرید کارگران حرفه ای و حقوق بگیر، کارگران پاره وقت، خوداشتغال‌ها، بیکاران و بازنشستگان، علاوه بر مزدبگیران و کارگران دفتری را در نظر گرفت.

### تغییر پنهان قیمت مسکن
در دی ماه ۱۳۶۲ (ژانویه ۱۹۸۳) به دلیل ثبات بیشتر اجاره بها، قیمت مسکن با اجاره بهای مالکان جایگزین شد. از آنجایی که قیمت مسکن در طول حباب و سقوط مسکن بیشتر از اجاره بها افزایش و کاهش پیدا کرد، اثرات مسکن بر تورم و کاهش تورم در CPI منعکس نمی‌شود.

## خطاهای درک شده در برآورد

### برآورد بیش از حد تورم
در سال ۱۹۹۵، کمیته مالی سنا کمیسیونی را برای مطالعه توانایی CPI برای برآورد تورم تعیین کرد. کمیسیون CPI در مطالعه خود دریافت که این شاخص هزینه زندگی را بین ۰٫۸ تا ۱٫۶ درصد بیش از حد برآورد کرده‌است.
اگر CPI تورم را بیش از حد تخمین بزند، این ادعا که دستمزدهای واقعی در طول زمان کاهش یافته‌است می‌تواند بی اساس باشد. برآورد بیش از حد تنها چند دهم درصد در سال ترکیبات به‌طور چشمگیری در طول زمان. در دهه‌های ۱۹۷۰ و ۸۰، دولت فدرال شروع به فهرست‌بندی چندین نقل و انتقال و مالیات از جمله تأمین اجتماعی کرد (به موارد زیر نگاه کنید به موارد استفاده از CPI). برآورد بیش از حد CPI نشان می‌دهد که افزایش این مالیات‌ها و نقل و انتقالات بیشتر از حد لازم بوده‌است، به این معنی که دولت و مالیات دهندگان برای آنها بیش از حد پرداخت کرده‌اند.
کمیسیون به این نتیجه رسید که بیش از نیمی از برآوردهای بیش از حد به دلیل تعدیل آهسته شاخص برای محصولات جدید یا تغییرات در کیفیت محصول است. در آن زمان، وزن شاخص‌هایی مانند CPI-U و CPI-W تنها یک بار در هر دهه به روز می‌شد. امروز، آنها در ژانویه سال‌های زوج به روز می‌شوند. با این حال، حتی با این به‌روزرسانی‌های مکرر، CPI-U و CPI-W ممکن است همچنان در پاسخگویی به فناوری‌های جدید بسیار کند باشند. به عنوان مثال، تا سال ۱۹۹۶ بیش از ۴۷ میلیون کاربر تلفن همراه در ایالات متحده وجود داشت، اما وزن‌های مربوط به CPI تا سال ۱۹۹۸ برای این محصول جدید محاسبه نشد. این محصول جدید هزینه‌های ارتباطی را در زمان دوری از خانه کاهش داد. کمیسیون توصیه کرد که BLS وزن‌ها را بیشتر به‌روزرسانی کند تا از تعصب به سمت بالا در شاخص به دلیل عدم محاسبه صحیح مزایای محصولات جدید جلوگیری شود.
گفته شد که سوگیری‌های رو به بالا از چندین منبع دیگر آمده‌است. وزن ثابت جایگزینی مصرف‌کننده در بین کالاها را نمی‌دهد، مانند خرید مرغ بیشتر در هنگام افزایش قیمت گوشت گاو. از آنجایی که CPI فرض می‌کند که مردم به خرید گوشت گاو ادامه می‌دهند، حتی اگر مردم به جای آن مرغ بخرند، افزایش می‌یابد. با این حال، این بر اساس طراحی است: CPI تغییر در هزینه‌های مورد نیاز برای افراد را برای حفظ همان استاندارد زندگی اندازه‌گیری می‌کند. کمیسیون همچنین دریافت که ۹۹ درصد از کل داده‌ها در طول هفته جمع‌آوری شده‌اند، اگرچه تعداد خریدهای فزاینده‌ای در آخر هفته اتفاق می‌افتد. گفته شد که سوگیری اضافی ناشی از تغییرات در خرده فروشی است که در CPI درج نشده‌است.

### درک کمتر از نرخ تورم
با این حال، برخی از منتقدان معتقدند که به دلیل تغییر در نحوه محاسبه CPI، و به دلیل اینکه تغییرات قیمت انرژی و مواد غذایی از محاسبه " تورم اصلی " توسط فدرال رزرو حذف شده‌است، این تورم به‌طور چشمگیری دست کم گرفته می‌شود. استدلال دوم به CPI ربطی ندارد، مگر تا جایی که محاسبه CPI در پاسخ به اغراق ادراک شده تورم اصلاح شده‌است.
سیاست فدرال رزرو برای نادیده گرفتن قیمت مواد غذایی و انرژی هنگام تصمیم‌گیری در مورد نرخ بهره، اغلب با اندازه‌گیری CPI توسط اداره آمار کار اشتباه گرفته می‌شود. BLS هم یک CPI سرفصل منتشر می‌کند که قیمت‌های غذا و انرژی را محاسبه می‌کند و هم یک CPI برای «همه اقلام کمتر غذا و انرژی» یا CPI «هسته» منتشر می‌کند. هیچ‌یک از کاربردهای قانونی برجسته CPI غذا و انرژی را مستثنی نمی‌کند. با این حال، با توجه به محاسبه تورم، فدرال رزرو دیگر از CPI استفاده نمی‌کند و ترجیح می‌دهد به جای آن از PCE اصلی استفاده کند.
برخی از منتقدان بر این باورند که تغییرات در محاسبه CPI به دلیل کمیسیون Boskin منجر به کاهش چشمگیر برآوردهای تورم شده‌است. آنها بر این باورند که با استفاده از روش‌های پیش از بوسکین، که آنها نیز فکر می‌کنند هنوز توسط اکثر کشورهای دیگر استفاده می‌شود، تورم فعلی ایالات متحده حدود ۷ درصد در سال تخمین زده می‌شود. BLS معتقد است که این باورها بر اساس سوء تفاهم از CPI است. به عنوان مثال، BLS بیان کرده‌است که تغییرات ایجاد شده به دلیل معرفی فرمول میانگین هندسی برای در نظر گرفتن جایگزینی محصول (یکی از تغییرات توصیه شده بوسکین) نرخ تورم اندازه‌گیری شده را کمتر از ۰٫۳ درصد در سال کاهش داده‌است و روش‌ها امروزه معمولاً در CPIهای کشورهای توسعه یافته استفاده می‌شود.

## روش محاسبه
محاسبه CPI شامل یک روش ترکیبی متشکل از دو مرحله است:
در مرحله اول، شاخص‌های ابتدایی برای نشان دادن سطح قیمت کالاهای بسیار مشابه در همان منطقه ایجاد می‌شود. به عنوان مثال، یک شاخص ابتدایی برای «تجهیزات ورزشی در سیاتل» وجود دارد. تا ژوئن ۲۰۰۷، ۸۰۱۸ مورد از این شاخص‌های ابتدایی وجود دارد [۸۰۱۸ = ۲۱۱ * ۳۸، که در آن ۲۱۱ تعداد دسته‌ها ("اقشار آیتم") و ۳۸ تعداد مناطق جغرافیایی در نظر گرفته شده‌است]. همه به جز تعداد کمی از شاخص‌های ابتدایی بر اساس فرمول‌های میانگین هندسی هستند.
در مرحله دوم، شاخص‌های ابتدایی با هم ترکیب می‌شوند تا تعدادی شاخص کل از جمله CPI ایجاد شود. (CPI مجموع تمام ۸۰۱۸ شاخص پایه است. BLS همچنین سایر مجموعات محاسبه شده را با استفاده از زیرمجموعه‌های کوچکتر از شاخص‌های اساسی محاسبه می‌کند. به عنوان مثال، یک شاخص همه اقلام برای بوستون، و یک شاخص همه مناطق برای برق وجود دارد)
این شاخص‌های کل (شامل CPI) با استفاده از شاخص Laspeyres محاسبه می‌شوند که به صورت زیر محاسبه می‌شود:
{\displaystyle \Delta P_{L}={\frac {\sum _{i}p_{i_{1}}\,q_{i_{0}}}{\sum _{i}p_{i_{0}}\,q_{i_{0}}}}}
جایی که:
{\displaystyle \,\Delta P_{L}} تغییر نسبی در سطح قیمت است،
{\displaystyle \,p_{i_{0}}} قیمت هر کالاست {\displaystyle \,i} در دوره اول،
{\displaystyle \,q_{i_{0}}} مقدار هر کالا است {\displaystyle \,i} در دوره اول،
{\displaystyle \,p_{i_{1}}} قیمت هر کالا است {\displaystyle \,i} در دوره دوم

### وزن CPI
وزن (یا مقادیر، برای استفاده از اصطلاحات بالا) یک آیتم در CPI از مخارج مربوط به آن قلم که توسط نظرسنجی مخارج مصرف‌کننده تخمین زده می‌شود، به دست می‌آید. این نظرسنجی داده‌هایی را در مورد میانگین هزینه‌های اقلام انتخابی مانند نان سفید، بنزین و غیره که توسط جمعیت شاخص در طول دوره بررسی خریداری شده‌است، ارائه می‌کند. در یک شاخص وزن ثابت مانند CPI-U، مقدار ضمنی هر آیتمی که در محاسبه شاخص استفاده می‌شود، ماه به ماه ثابت می‌ماند.
مفهوم مرتبط اهمیت نسبی یک آیتم است. اهمیت نسبی سهمی از کل مخارج را نشان می‌دهد که اگر مقادیر مصرف‌شده تحت تأثیر تغییرات قیمت‌های نسبی قرار نگرفت و در واقع ثابت بماند، رخ می‌دهد. اگرچه وزن‌های مقدار ضمنی ثابت می‌مانند، اهمیت نسبی در طول زمان تغییر می‌کند که منعکس‌کننده تغییرات متوسط قیمت است. اقلامی که افزایش قیمت بیشتر از متوسط (یا کاهش کمتر) را ثبت می‌کنند، اهمیت نسبتاً بیشتری پیدا می‌کنند.

### ارزیابی روش
این روش دو مرحله ای نسبتاً جدید است. قبل از سال ۱۹۹۹، CPI فقط از شاخص‌های Laspeyres استفاده می‌کرد، اندازه‌گیری تغییرات قیمت در یک سبد بازار ثابت از کالاها و خدمات مصرفی با کمیت و کیفیت ثابت که به‌طور متوسط توسط مصرف‌کنندگان شهری خریداری می‌شد، چه برای همه مصرف‌کنندگان شهری (CPI-U) و چه برای دستمزد شهری. حقوق بگیران و کارگران دفتری (CPI-W). استدلال می‌شود که شاخص لاسپیرس به‌طور سیستماتیک تورم را بیش از حد نشان می‌دهد، زیرا تغییرات در مقادیر مصرف شده را که ممکن است در واکنش به تغییرات قیمت رخ دهد، در نظر نمی‌گیرد. فرمول Laspeyres با این فرض کار می‌کند که مصرف‌کنندگان همیشه مقدار یکسانی از هر کالا را در سبد بازار خریداری می‌کنند، صرف نظر از قیمت. در مقابل، فرمول شاخص میانگین هندسی قیمت که برای محاسبه بسیاری از شاخص‌های اولیه استفاده می‌شود، فرض می‌کند که مصرف‌کنندگان همیشه همان مقدار پول را برای یک کالا خرج می‌کنند و مقداری را که از آن کالا می‌خرند بر اساس قیمت تغییر می‌دهند. منتقدان استدلال می‌کنند که اگر افزایش قیمت آنها را از کالاهای ترجیحی به کالاهای کمتر ترجیحی مجبور کند، سطح زندگی مصرف‌کنندگان کاهش یافته‌است. این منطق نشان می‌دهد که فرمول میانگین هندسی قیمت تورم را کمتر نشان می‌دهد.